# Cherval
Cherval är en kommun i departementet Dordogne i regionen Nouvelle-Aquitaine i sydvästra Frankrike. Kommunen ligger i kantonen Verteillac som tillhör arrondissementet Périgueux. År 2022 hade Cherval 226 invånare.

## Befolkningsutveckling
Antalet invånare i kommunen Cherval
Referens:INSEE